# Kalkun Cay
Kalkun Cay je stjenoviti, strmi i uski otočić, smješten u sredini prolaza Savana na Američkim Djevičanskim otocima. Nalazi se jednu milju sjeveroistočno od otoka Savana i jednu milju zapadno od West Pointa na otoku Saint Thomas. Kalkun Cay visok je 22 metra, a prekriven je šikarom i travom. To je važno stanište autohtonih morskih ptica.